# 1620 en littérature
| Années de la littérature : 1617 - 1618 - 1619 - 1620 - 1621 - 1622 - 1623    |
| Décennies de la littérature : 1590 - 1600 - 1610 - 1620 - 1630 - 1640 - 1650 |

Cet article présente les faits marquants de l'année 1620 en littérature.

## Évènements
- 1er septembre : exil d’Agrippa d'Aubigné à Genève[1].
- 6 septembre  : Thomas Middleton est nommé chroniqueur officiel (City Chronologer) de la ville de Londres[2].

## Parutions
- 12 octobre : le philosophe anglais Francis Bacon publie Novum organum (écrit en latin) qui traite du rôle de l'expérience[3].

- Le pasteur hongrois Márton Szepsi Csombor publie à Kassa Europica Varietas, un récit de voyage écrit en hongrois[4].
- Jean Godard, La Langue françoise, Lyon, Nicolas Julliéron, 1620 (présentation en ligne), un traité de la langue française plus particulièrement consacré à l'orthographe

## Décès
- 9 mars : Aegidius Albertinus (de), écrivain allemand de la Contre-Réforme (° 1560)
- 2 août : Piotr Kochanowski (en), poète polonais (° 1566).

- Après 1620 : Juan Rufo, écrivain et militaire espagnol (° 1547).